# 신시아 깁

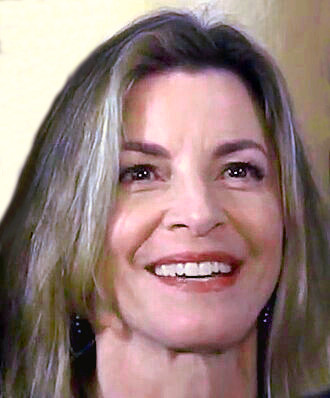

신시아 깁(Cynthia Gibb, 1963년 12월 14일 ~ )는 미국의 배우, 모델이다.

## 출연 작품
- 케이지드 노 모어 (2016년)
- 더 치팅 팩트  (2013년)
- 어 내니 포 크리스마스 (2010년)
- 17인의 피고인 (2009년)
- 언 액시덴탈 크리스마스 (2007년) - 빅키 역
- 주디 갈란드 (2001년)
- 크리미널 인스팅트 - 더욱 차가운 죽음 (2001년)
- 크리미널 인스팅트 - 영혼의 살인마 (2001년)
- 어디에도 있지 않다 (2000년)
- 공포의 대지진 (1998년)
- 도박의 위험 (1997년)
- 볼케이노 (1997년)
- 홀리데이 어페어 (1996년)
- 야누스의 영혼 (1994년)
- 집시 (1993년)
- 스피드 레이서 (1992년)
- 지옥의 반담 (1990년)
- 킬러 잭 (1988년)
- 조니 5 파괴 작전 2 (1988년)
- 메론 (1987년)
- 모던 걸즈 (1986, Modern Girls)
- 살바도르 (1986년) - 캐시 무어 역
- 스타더스트 메모리스 (1980년)

### 텔레비전
- 내일은 스타 (1983-87)